# 알라 알사시
알라 알사시(아랍어: علاء الصاصي Ala Al-Sasi[*], 1987년 7월 2일 ~ )은 예멘의 전직 축구 선수로 현역 시절 포지션은 공격형 미드필더였으며 역대 예멘 국가대표팀 선수 중 국제 A매치 최다 출장 기록을 보유하고 있다.

## 클럽 경력
2002년부터 2005년까지 알아흘리 클럽 사나의 유소년팀에서 성장했고 2005년부터 성인팀에 정식 입단하며 프로에 입문한 후 예멘 리그 2006-07 시즌과 2009 시즌 예멘 프레지던트컵에서 팀의 우승을 맛보았다.
이후 2009년부터 2012년까지 알힐랄 알사힐리에서 뛰었고 2012년부터 2013년까지 이라크 스타스 리그의 알미나 SC에서 활동했으며 2013년 알힐랄 알사힐리로 복귀하여 2014년까지 뛰었다.
그 후 2014년 친정팀인 알아흘리 클럽 사나로 5년만에 복귀하여 2018년까지 활동한 뒤 2018년 카타르 스타스 리그 소속팀인 알사일리야 SC로 이적하여 2019년까지 뛰었으며 2020년 라오스 리그 1의 FC 찬타불리로 트레이드되어 팀의 2020 시즌 리그 우승을 경험했다.

## 국가대표팀 경력
2006년 U-23 대표팀에서 활동한 이후 같은 해 12월 20일 예멘 A대표팀에서의 국제 A매치 데뷔전인 지부티와의 2009년 FIFA 아랍컵 1차 예선 F조 2차전에서 A매치 데뷔골을 신고하며 팀의 4-1 완승에 일조했다.
이후 8년동안 친선 경기, 걸프컵, FIFA 아랍컵, 월드컵 아시아 지역 예선 등의 각종 국제 경기 및 대회에서 10골을 더 넣었으며 특히 파키스탄과의 2018년 FIFA 월드컵 아시아 지역 1차 예선에서 팀의 3번째 득점을 성공시키면서 3-1 완승과 함께 2차 예선 진출에 기여했다.
그 뒤 타지키스탄과의 2019년 AFC 아시안컵 최종 예선 F조 2차전에서 팀의 2번째 득점을 터뜨리며 예멘 축구 역사상 첫 메이저 대회 본선 진출에도 일조하는 등 2019년까지 A매치 72경기에 출전하여 11득점을 기록한 뒤 베트남과의 2019년 AFC 아시안컵 D조 조별리그 최종전을 끝으로 국가대표팀 유니폼을 벗었다.

## 대표팀 이력
- 2007년 아라비안 걸프컵
- 2012년 FIFA 아랍컵
- 2019년 AFC 아시안컵